# Eslovaquia en los Juegos Olímpicos de Pyeongchang 2018
Eslovaquia estuvo representada en los Juegos Olímpicos de Pyeongchang 2018 por un total de 56 deportistas que compitieron en 7 deportes. Responsable del equipo olímpico fue el Comité Olímpico Eslovaco, así como las federaciones deportivas nacionales de cada deporte con participación.
La portadora de la bandera en la ceremonia de apertura fue la esquiadora Veronika Velez-Zuzulová.

## Medallistas
El equipo olímpico eslovaco obtuvo las siguientes medallas:
| Nombre             | Deporte | Competición               |
| ------------------ | ------- | ------------------------- |
| Oro                |         |                           |
| Anastasiya Kuzmina | Biatlón | Salida en grupo 12,5 km F |
| Plata              |         |                           |
| Anastasiya Kuzmina | Biatlón | Persecución 10 km F       |
| Anastasiya Kuzmina | Biatlón | Individual 15 km F        |
| Bronce             |         |                           |
| —                  |         |                           |